# Ентомофагія

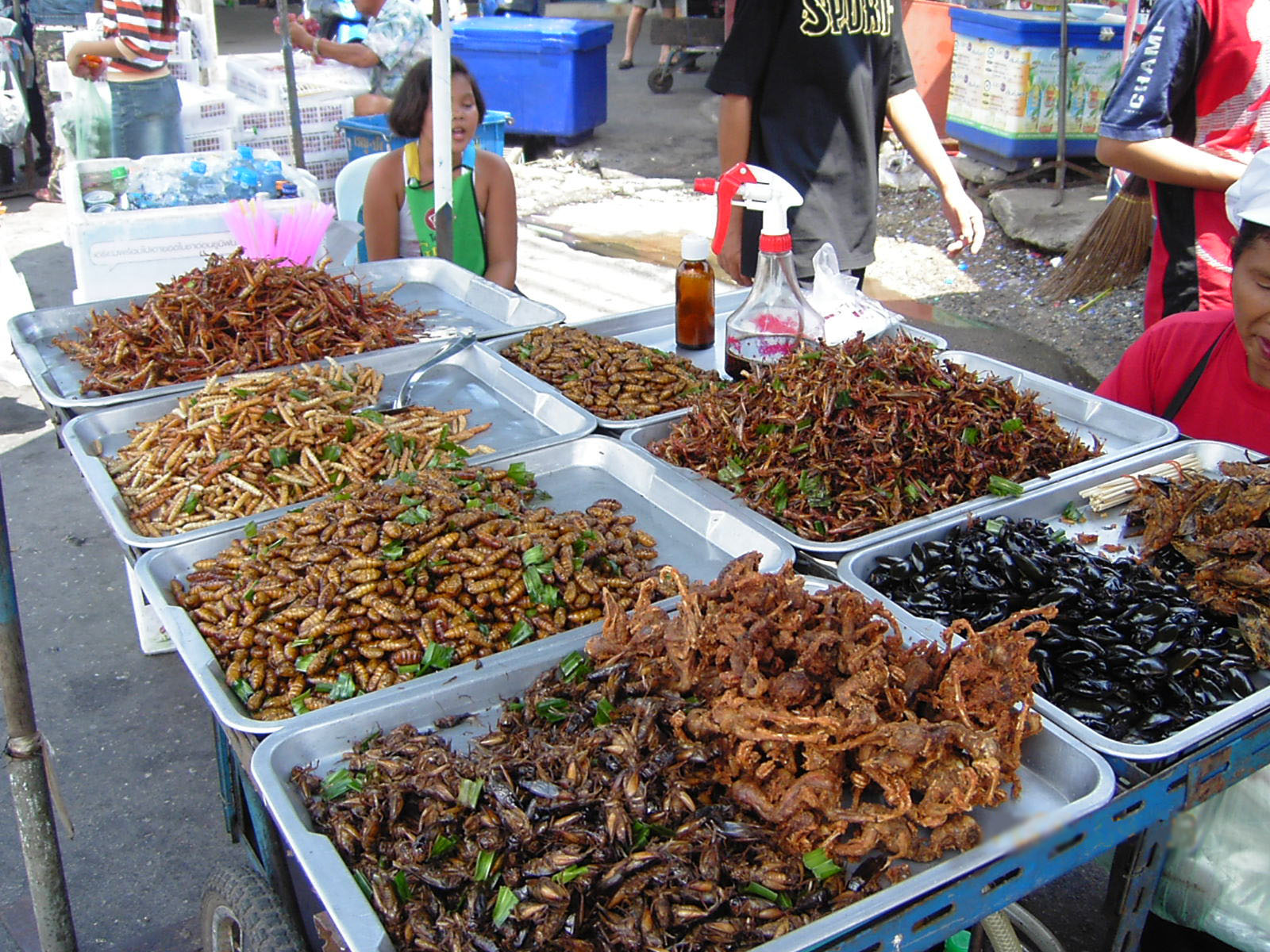
Прилавок зі смаженими комахами у Бангкоку, Таїланд

Ентомофагія (з грец. ἔντομον éнтомон — «комаха», і грец. φᾰγεῖν фаґеін — «їсти») або комахоїдство — вживання людиною комах у їжу. Яйця, личинки, лялечки та дорослі особини певних видів комах вживаються людьми в якості їжі з доісторичних часів і до цього часу.

## Визначення
Поняттям ентомофагія часто визначають більш широке явище, яке включає й споживання інших членистоногих, зокрема павукоподібних і багатоніжок. До комах та павукоподібних, яких їдять по всьому світу, належать цвіркуни, цикади, коники, мурахи, різноманітні жуки (такі як борошняні кліщі, личинки чорнотілок), різні види гусениць, скорпіони й тарантули.

## Ентомофагія у різних культурах
Комахоїдство характерне для багатьох культур у різних частинах світу, таких як Північна, Центральна й Південна Америка, Африка, Азія, Австралія та Нова Зеландія. У понад 80 % країн світу вживають у їжу більше 1000 різних видів комах. Загальна кількість етнічних груп, у яких задокументоване комахоїдство, близька до трьох тисяч. Поряд з тим, у певних спільнотах вживання комах у їжу є нетиповим, або й прямо забороненим явищем. Насьогодні споживання комах є незвичним для країн Європи й України зокрема, але дуже популярне у багатьох регіонах Латинської Америки, Азії та Океанії. Деякі компанії намагаються ввести комах до західної кухні. ФАО зареєструвала близько 1900 харчових видів комах, 2005 року нараховувалося близько 2 мільярдів споживачів комах. Прихильники популяризації комахоїдства вбачають у ньому вирішення проблеми деградації навколишнього середовища, викликаного тваринництвом.

## Історія

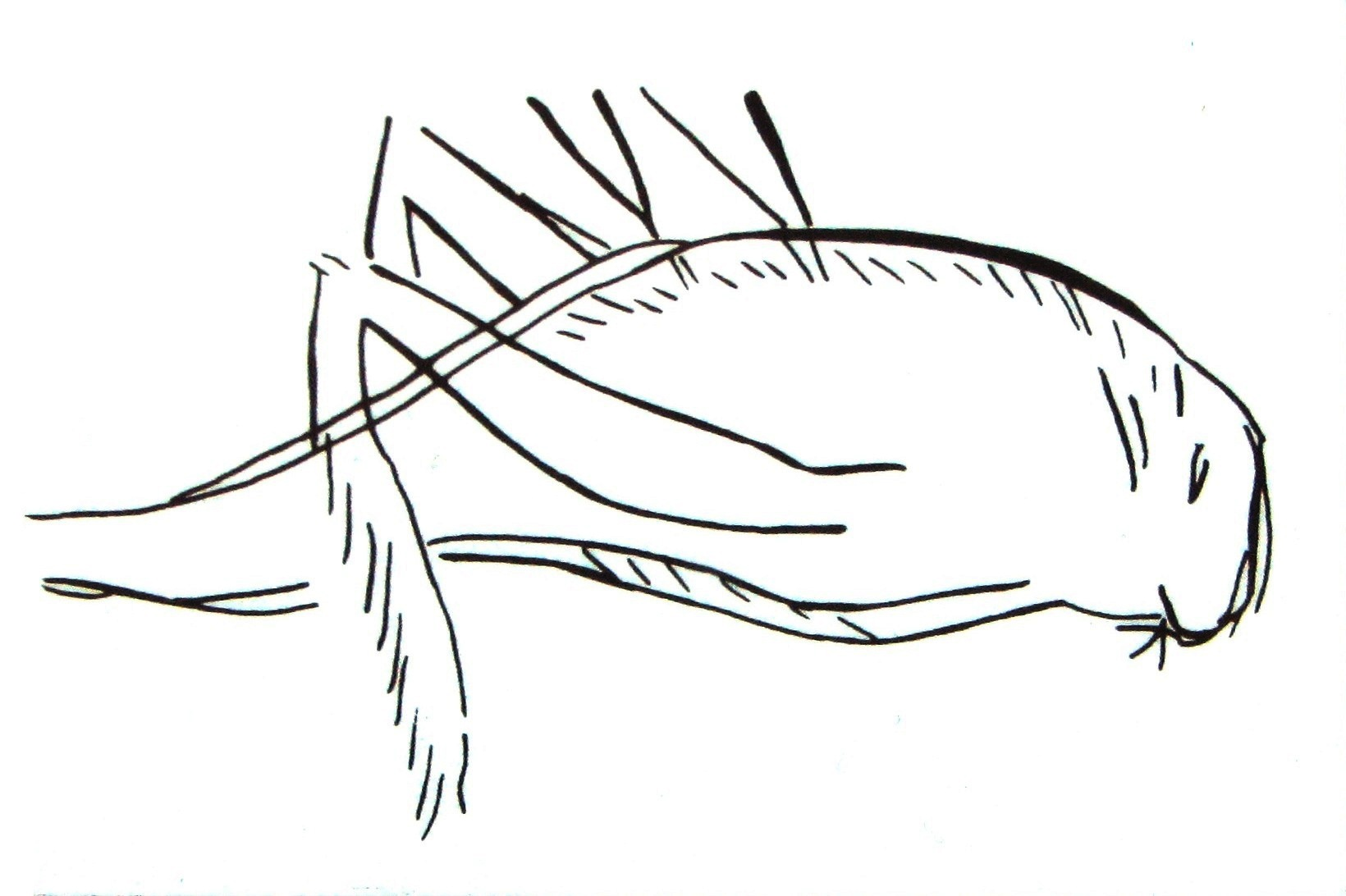
Коник, вирізьблений на кістці тварини, знайденій у Магдаленському гроті печери Труа-Фрер, свідчить про можливий зв'язок з чаклунством, пов'язаним із їжею.

До того, як люди винайшли знаряддя для полювання, тваринництва чи рільництва, комахи могли становити важливу частину їхнього раціону. Доказом на підтвердження цієї тези є аналіз копролітів з печер у США та Мексиці. Виявлено, що копроліти в печерах гір Озарк містять мурашок, личинок жуків, вошей та кліщів. Докази дозволяють припустити, що еволюційні попередники Homo sapiens були також ентомофагами.
На печерних малюнках у Альтамірській печері, що на півночі Іспанії, датованих приблизно з 30000 до 9000 р. до н. е., зображено колекцію їстівних комах та диких бджіл, що свідчить про можливе тогочасне ентомофагічне суспільство. Кокони дикого шовковичного черв'яка (Theophilia religiosae), що були знайдені на розкопках у китайській провінції Шаньсі з 2000 до 2500 років до н. е., мали великі отвори. Це свідчить про те, що лялечки були з'їдені.

## Потенціал
Останні оцінки потенціалу ентомофагії змусили деяких експертів запропонувати ентомофагію як потенційне альтернативне джерело білка на противагу тваринництву, зважаючи на такі переваги, як більшу ефективність, меншу кількість необхідних для отримання ресурсів, вищу продовольчу безпеку та екологічну й економічну стабільність.

## Використання

### Традиційні культури

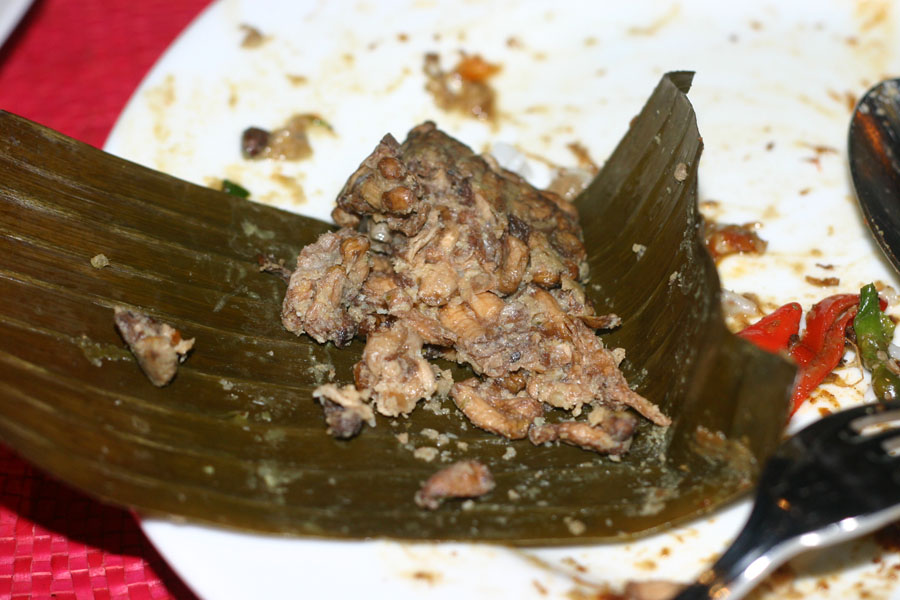
Індонезійська страва боток тавон, приготована з личинок бджіл, пропарених у пакетиках з бананового листя.

Комахоїдство властиве багатьом культурам.
Люди їдять 235 видів метеликів і молі, 344 види жуків, 313 видів мурашок, бджіл та ос, 239 видів коників, цвіркунів і тарганів, 39 видів термітів та по 20 видів бабок і цикад.

### Західна культура
Практика вживання комах у їжу ще не поширена на Заході. Менше з тим, спостерігається тенденція до зростання популярності споживання комах. Зокрема, у Північній Америці ASPIRE Food Group стала першою великою індустріально розвиненою компанією, яка вирощує екологічно чистих цвіркунів для споживання людьми за допомоги автоматизованого обладнання на складі площею 25 000 квадратних метрів.

### Корм для тварин
Існує потенціал для використання комах як нового джерела білка у тваринних кормах. Такий корм корисний для домашніх тварин з чутливим шлунково-кишковим трактом або харчовою алергією. Були проведені дослідження, які оцінили якість білків часто використовуваних комах та їх поживні властивості у порівнянні з традиційним білком, який використовується у тваринних кормах.